# Erborinatura

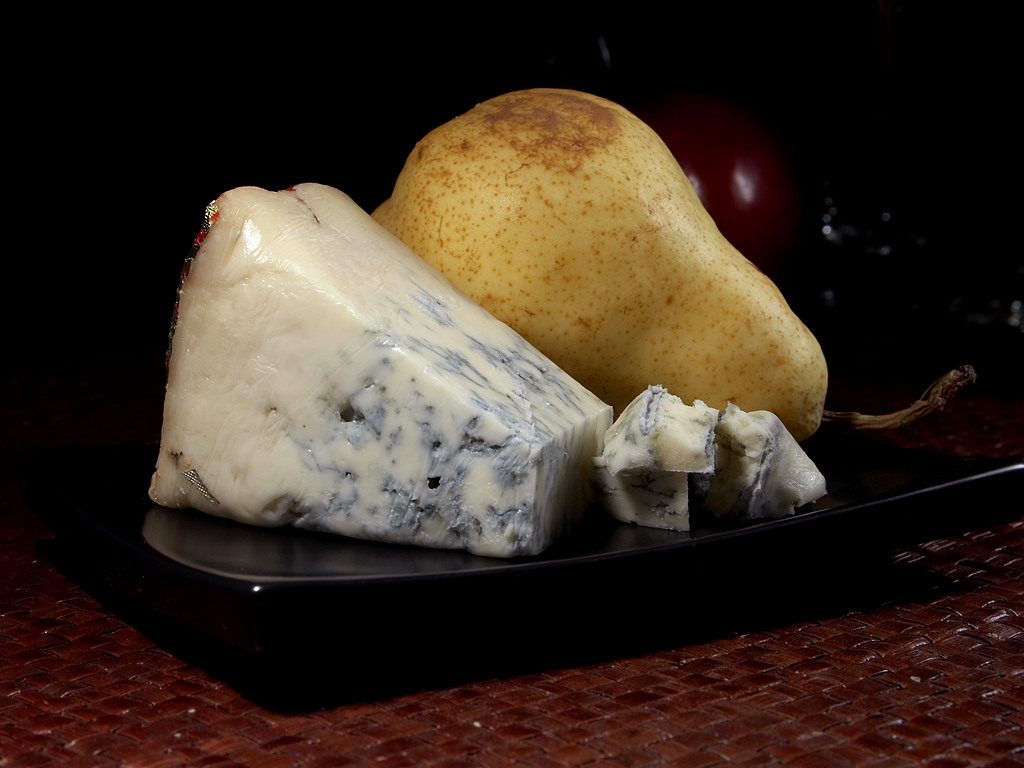
Formaggio gorgonzola a pasta erborinata

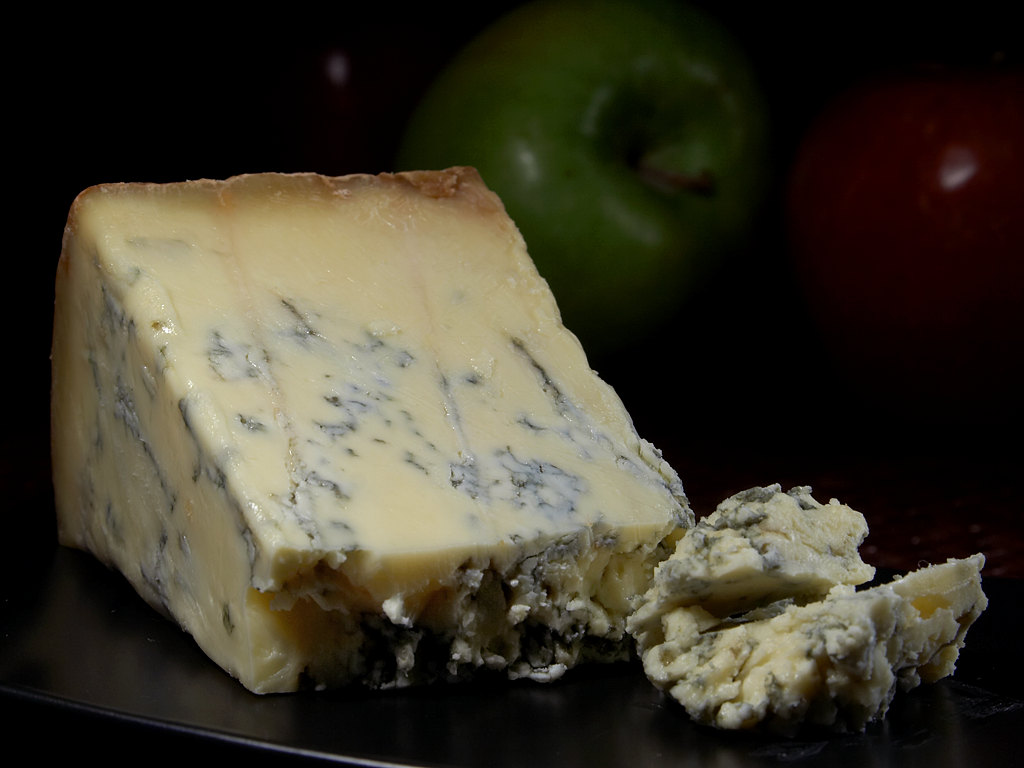
Il formaggio inglese Stilton, detto anche Blue Stilton

L'erborinatura è una tecnica di lavorazione casearia che consente lo sviluppo di muffe nella pasta del formaggio con la conseguente comparsa di caratteristiche striature e chiazze blu-verdi. I formaggi che subiscono questo processo vengono detti formaggi erborinati o formaggi a pasta erborinata, o più semplicemente formaggi verdi o formaggi blu (dal francese fromage bleu, poi passato nell'inglese blue cheese) dalla colorazione delle venature.
L'etimologia del termine riporta ad erborin, prezzemolo in dialetto milanese, perché è come vedere delle foglioline di prezzemolo all'interno della pasta.

## Produzione
L'erborinatura è dovuta alla formazione dei miceli colorati di funghi del genere Penicillium (ad esempio Penicillium glaucum per la produzione di Gorgonzola o Penicillium roqueforti per la produzione di Roquefort e Danish Blue) che si sviluppano durante la maturazione delle forme. Affidata un tempo solo al caso, l'erborinatura è oggi rigorosamente controllata e ottenuta aggiungendo al latte, prima della cagliata, colture pure e selezionate degli agenti specifici.
Ad esempio, il metodo usato per l'erborinatura del gorgonzola consta nel bucare le forme con spessi aghi di ferro durante il periodo della stagionatura; la pasta del formaggio si presenta poi compatta, burrosa, di colore giallo paglierino, effetto dovuto alle muffe blu verdastre.
Dopo un'erborinatura artificiale la crosta del formaggio, solitamente, diviene ruvida irregolare e con una tipica colorazione giallo-rossastra.
Il caratteristico gusto del formaggio erborinato tende ad essere pungente e leggermente piccante. L'odore è dato invece sia dalla pasta, e quindi dal tipo di lavorazione e dal tipo di latte, che dalla tipologia di batteri incoraggiati a crescere all'interno del formaggio. Ad esempio il batterio Brevibacterium linens è responsabile dell'odore di molti formaggi erborinati, e viene spesso identificato gergalmente come "odore di piedi puzzolenti", o di altre parti del corpo.

## Storia
Il processo dell'erborinatura è noto per essere stato scoperto in modo completamente accidentale. Le grotte in cui i primi formaggi venivano lasciati maturare condividevano sia l'umidità che la temperatura degli ambienti controllati, oltre ad essere particolarmente favorevoli alla proliferazione di muffe. Il Roquefort venne inventato nel 1070, mentre il gorgonzola, notoriamente uno dei più antichi formaggi erborinati, viene datato all'anno 879, anche se sembra non contenesse venature colorate prima dell'XI secolo. Il formaggio Stilton risulta essere invece una creazione relativamente recente, comparendo la prima volta nel XVIII secolo. Molte varietà di formaggi erborinati vennero create conseguentemente alla crescente richiesta di formaggio Roquefort che, nella sua ricetta originale, risultava proibitivo per l'alto costo di produzione.

## I formaggi
- Ädelost
- Amablu
- Amish blu
- Amish Gorgonzola
- Asturian blu
- Aura
- Bavaria blu
- Beenleigh blu
- Bergader
- Bergere blu
- Bleuchâtel
- Bleu d'Aoste
- Blu Bénédictin
- Bleu d'Auvergne
- Blu Basco
- Blu di Bresse
- Blu di Bryn
- Blu di Corsica
- Blu di Gex
- Blu di Laqueuille
- Blu dei Causses
- Blu del Vercors-Sassenage
- Blu Castello
- Blu Rathgore
- Blu 61
- Wensleydale
- Buxton blue
- Cabrales
- Cambozola
- Cambridge blu
- Cashel blu
- Castelmagno
- Caveman blu
- Cheshire
- Ciel del Charlevoix
- Clemson blu
- Crater Lake blu
- Danablu
- Devon blu
- Dolcelatte
- Dorset Vinney blu
- Dovedale
- Dunsyre blu
- Edelpilz
- Exmoor blu
- Fourme d'Ambert
- Fourme del Haute Loire
- Fourme del Montbrison
- Gammelost
- Garstang blu
- Gippsland blu
- Gorgonzola
- Harbourne blu
- Jubilee blu
- Lanark blu
- Lymeswold
- Maytag blu
- Mavi Peynir
- Márványsajt
- Meredith blu
- Mindoru blu
- Monje Picón
- Montagnolo
- Mycella
- Norbury blu
- Olivet blu
- Oregon blu
- Oregonzola
- Oxford blu
- Oxley blu
- Picón Bejes-Tresviso
- Point Reyes
- Queso de Cabrales
- Queso de Gamonéu
- Queso de Valdeón
- Roaring Forties blu
- Rochebaron
- Rogue River blu
- Roquefort
- Saga
- Shropshire Blue
- Saint Agur blu
- Saint Sherratt blu
- Selbu blå
- St. Pete's Select
- Stilton
- Valdeón
- Waimata artigianale blu
- Lymeswold
- Yorkshire blu

## Galleria d'immagini

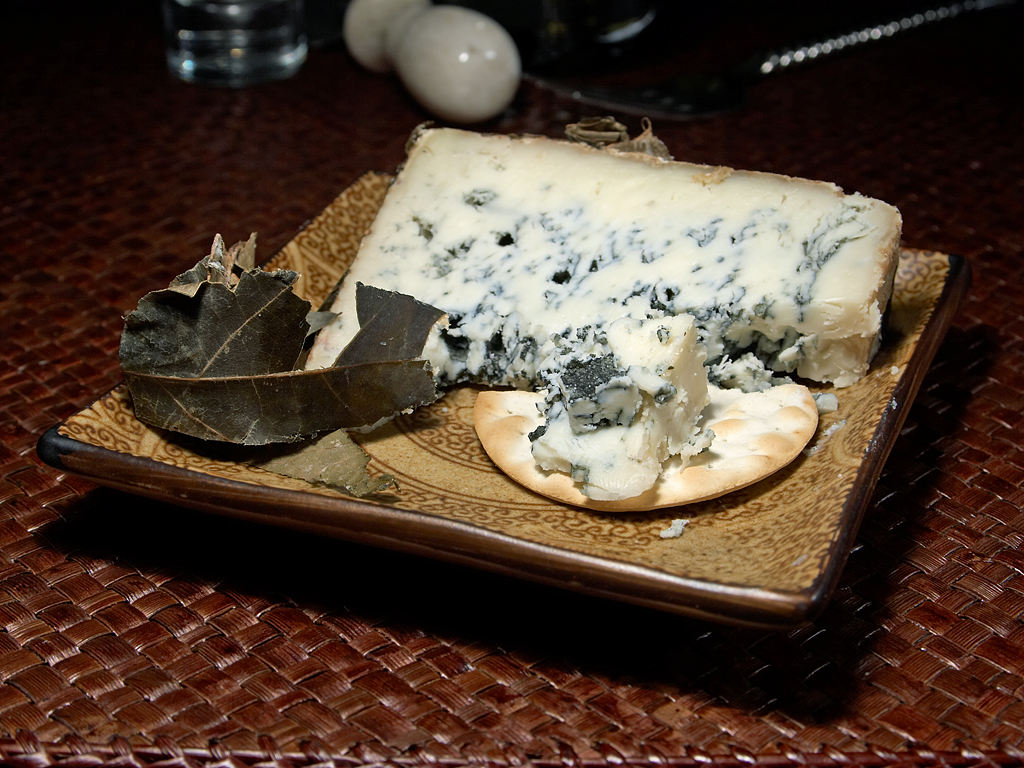
Cabrales
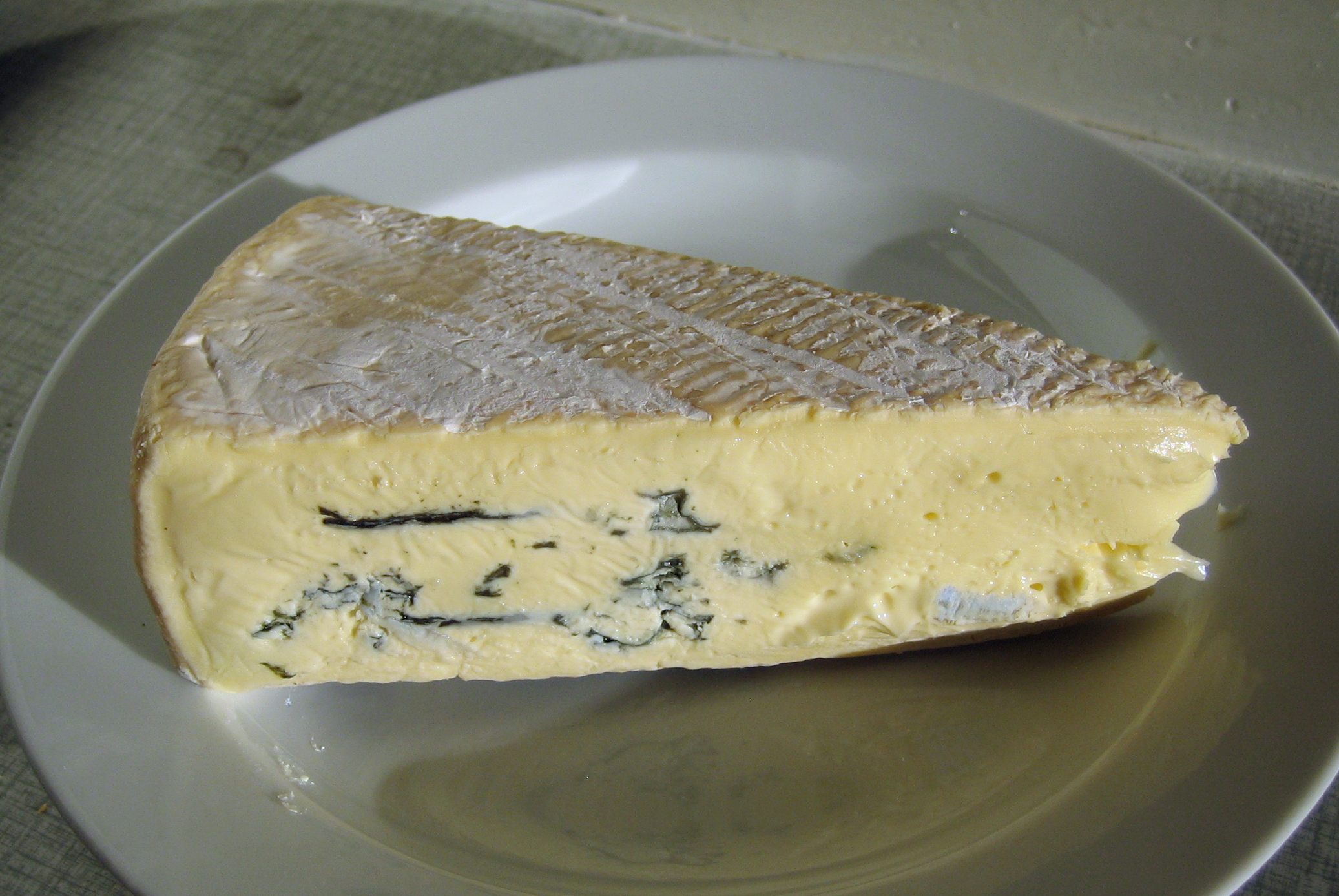
Cambozola
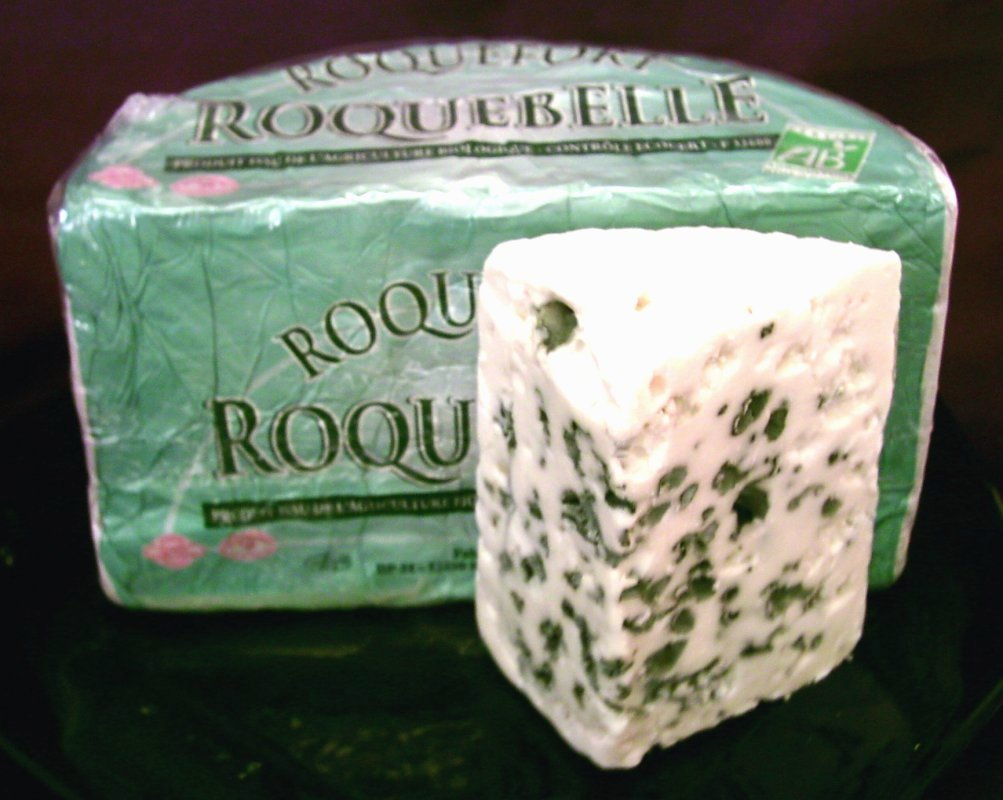
Roquefort
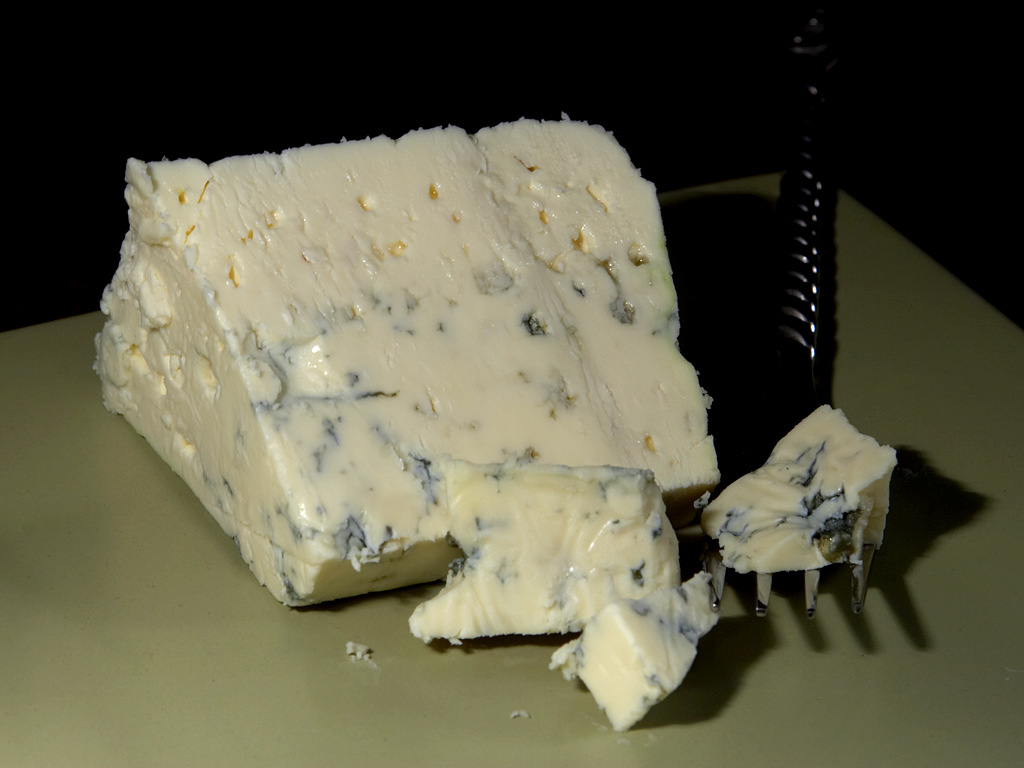
Danablu
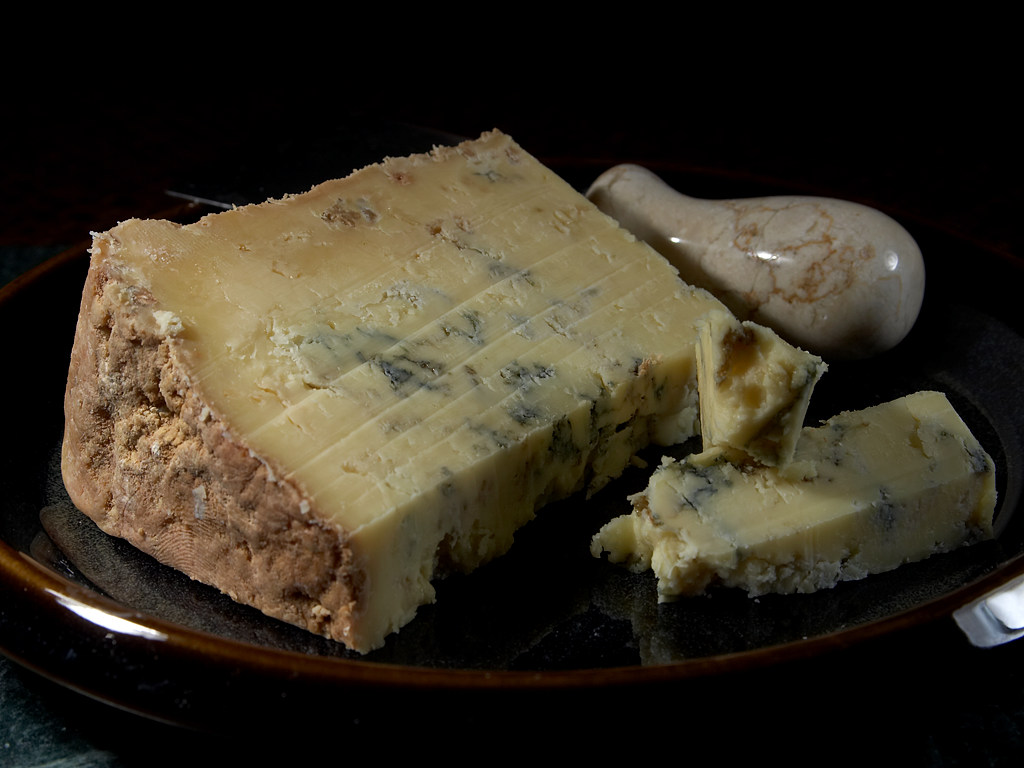
Dorset Vinnery blu
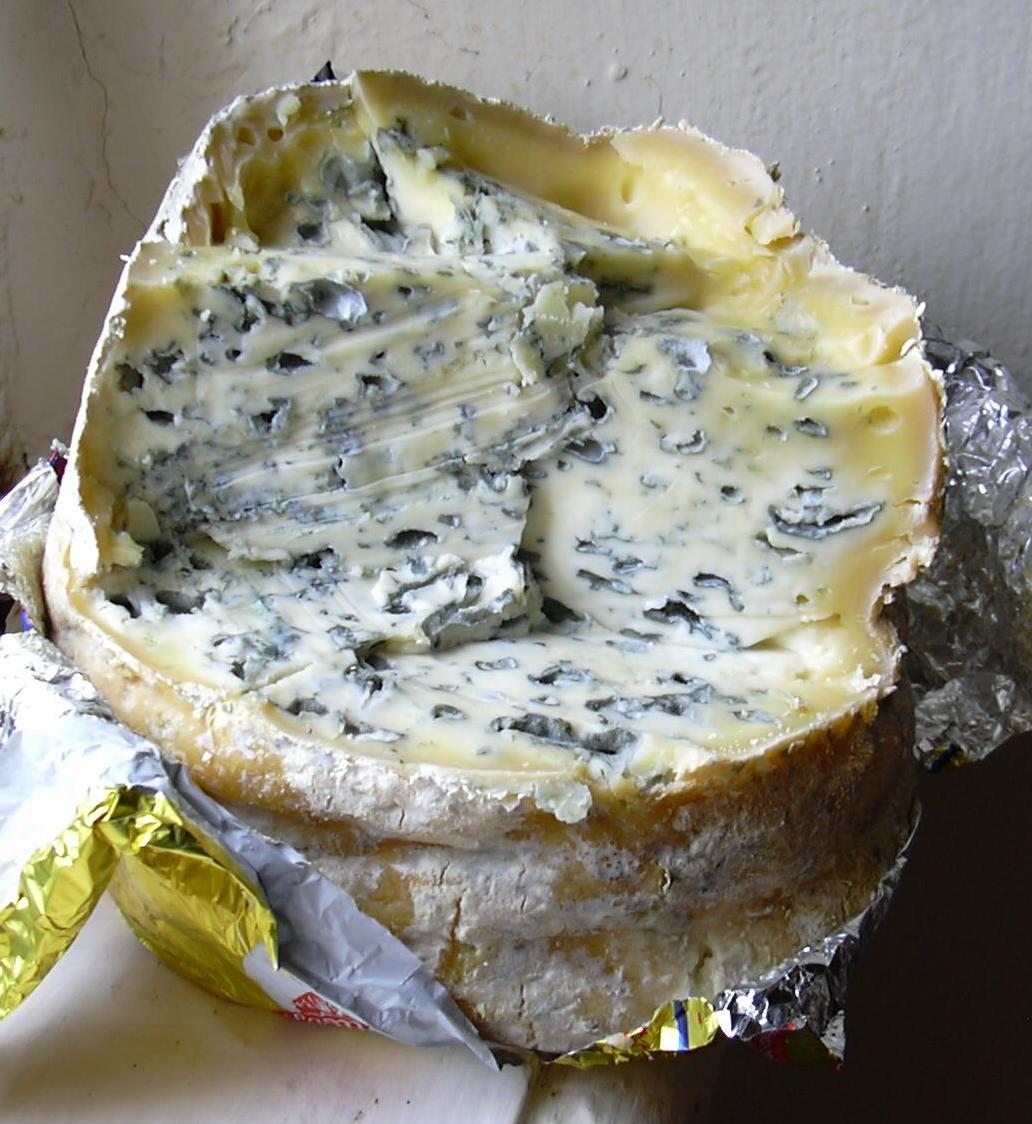
Fourme d'Ambert
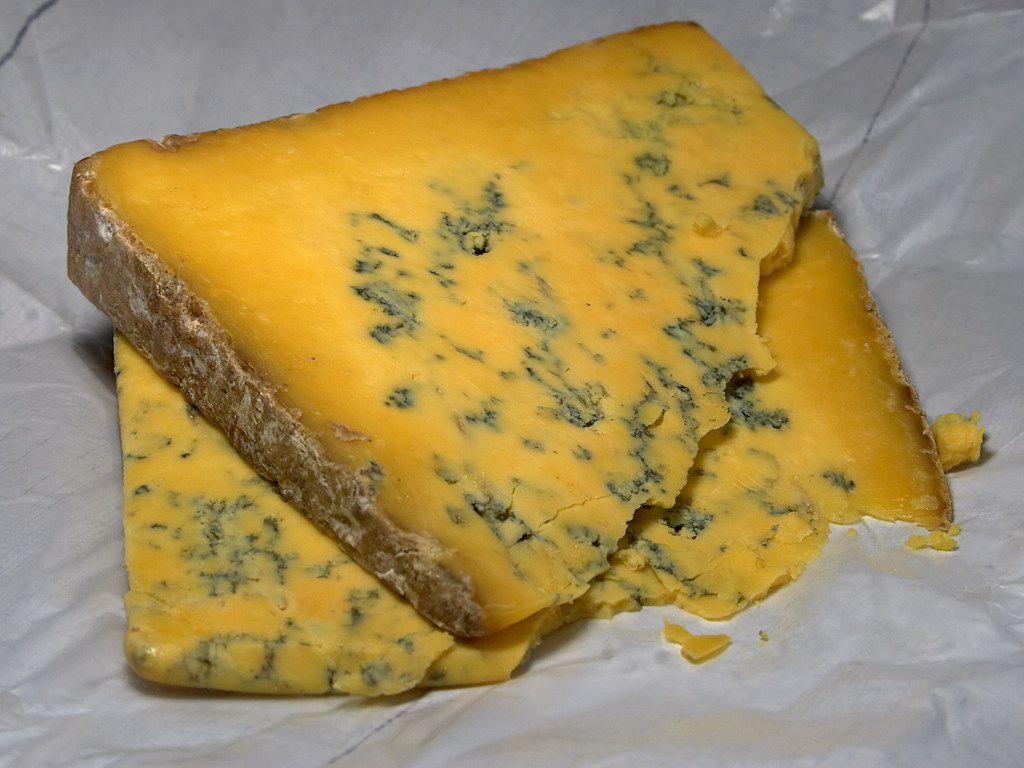
Shropshire Blue
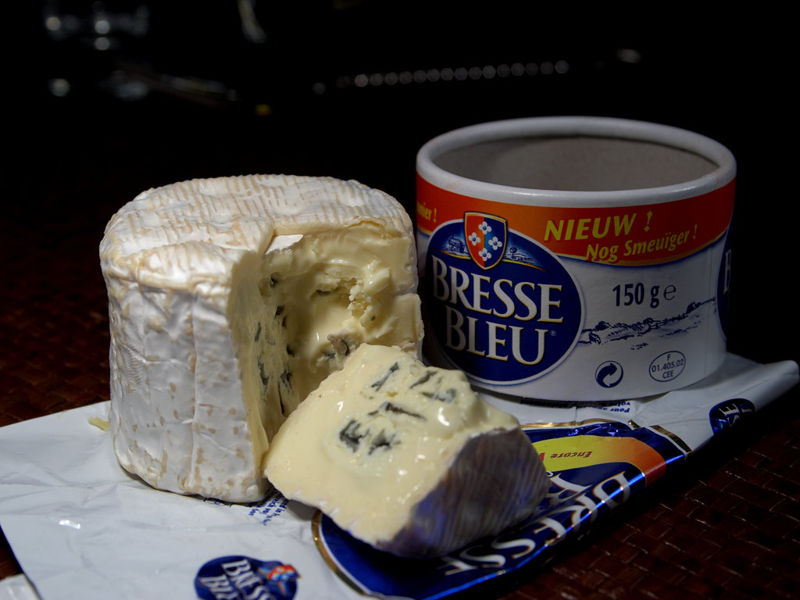
Bresse Bleu

## Usi culinari
Il sapore unico del formaggio erborinato è da sempre sfruttato per la preparazione di piatti e ricette, ad esempio:
- Nella salsa blue cheese, servita assieme alle Buffalo wings.
- Sbriciolato nell'insalata (le versioni a pasta dura).
- Come salsa servita assieme a verdure, solitamente carote, broccoli o cavolfiore.
- Sbriciolato e sciolto sulla bistecca grigliata, in particolare nelle zone di New York e del Kansas.
- Sugli hamburger ricoperto di cajun per la ricetta del "Black and Blue burger".
- Sbriciolato e sciolto sulla carne grigliata di agnello, o mescolato al condimento accompagnato a tale carne.
- Come condimento per il risotto o la polenta o, assieme ad altri formaggi, per la ricetta della pasta ai quattro formaggi.
- Sul pan di zenzero con glögg caldo nei paesi scandinavi.
- Come farcitura delle olive verdi, da consumarsi da sole o come guarnizione del martini.
- Servito sulla oatcakes, popolare dessert scozzese.
- Come farcitura delle omelette.

## Altri formaggi apparentemente simili

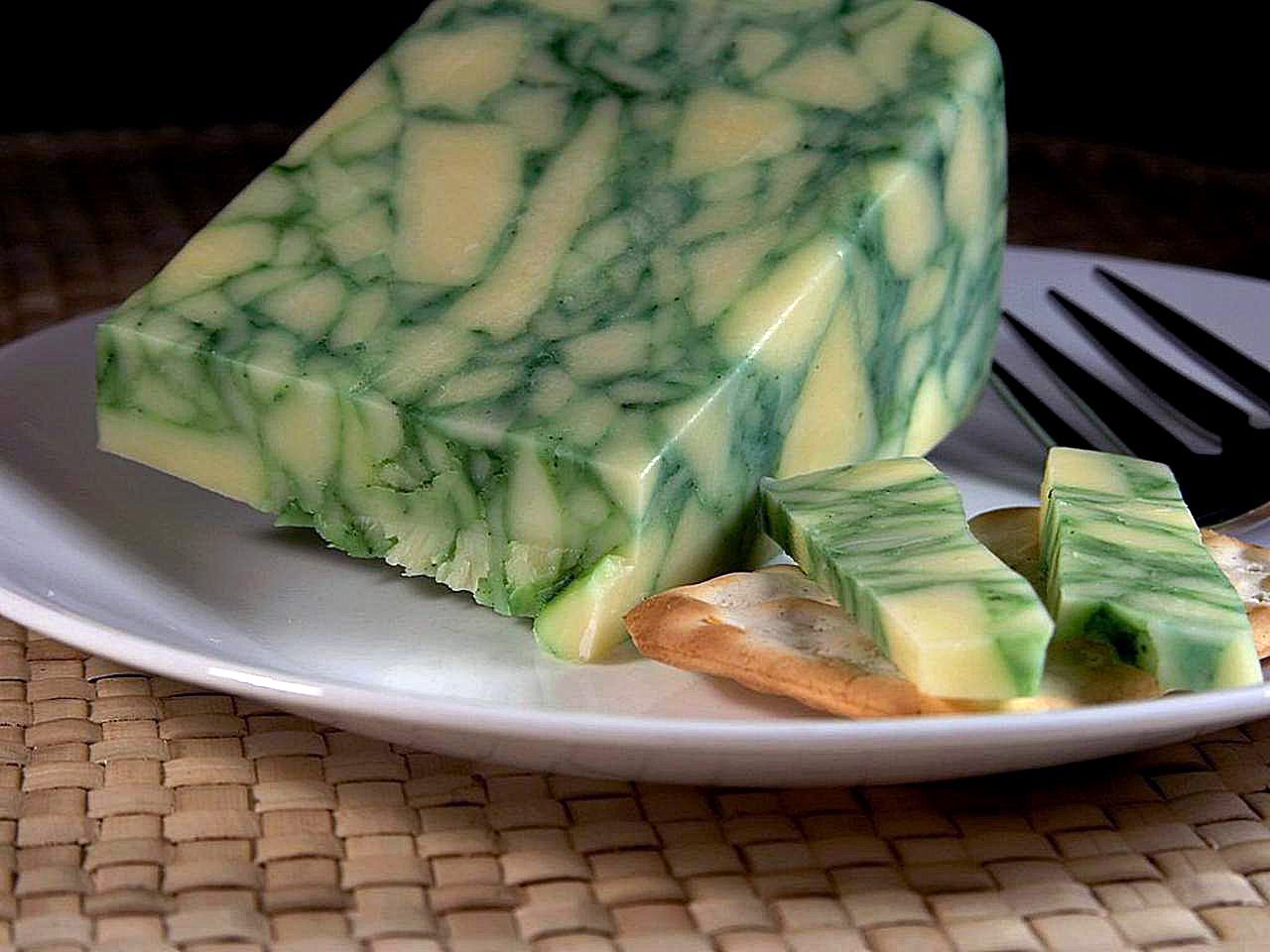
Derby alla salvia, le cui venature non sono state ottenute con un processo di erborinatura

Le venature colorate della pasta del formaggio non sono sempre indice di un processo di erborinatura; ad esempio il Derby alla salvia inglese è prodotto mescolando alla cagliata delle foglie di salvia e altre erbe durante la lavorazione, per ottenere il caratteristico effetto marmorizzato di colore verde.